# Chiroplast
Een chiroplast, ook wel guide-mains, is een apparaatje dat vooral aan het begin van de 19e eeuw werd gebruikt om de juiste handhouding bij het pianospelen aan te leren. Het werd uitgevonden door de Duitse componist en muziekleraar Johann Bernhard Logier die er tot 28 april 1814 een patent op had.
Het instrumentje bestaat uit een blokje dat de pols, duim en vingers boven de vijf naast elkaar liggende witte toetsen van het klavier plaatst. Hierdoor wordt de juiste houding van de hand van een beginner gestroomlijnd. De oefenmethode werd niet door iedereen ondersteund en kreeg ook heel wat kritiek. 
Chiro is afkomstig van het Oudgriekse cheír (χείρ) voor 'hand'. 